# Noble (moneda inglesa)

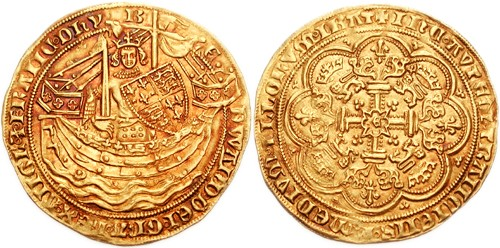
Noble AV de Eduardo III de Inglaterra. 1354-1355. Periodo previo al tratado, serie E, Ceca de Londres.

El noble fue la primera moneda inglesa de oro producida en cantidad, solo precedida por el centavo de oro y el florin acuñadas durante los reinados de los reyes Enrique III y Eduardo III, las cuales circularon muy poco. Los derivados del noble, el medio noble y el cuarto noble, por otro lado, se produjeron en cantidad y fueron muy populares.
El valor de la moneda era seis Chelines y ocho peniques (escrito 6/8), que era equivalente a ochenta peniques viejos o un tercio de una nueva libra esterlina. El peso se cambió de una serie a otra para mantener este valor hasta 1464 cuando se aumentó el valor. A lo largo de la historia de esta denominación hay muchas variedades de inscripciones, marcas de ceca y, en cierta medida diseño.

## Origen
La moneda se introdujo durante la segunda acuñación (1344–46) del rey Eduardo III, cuando la moneda pesaba 138.5 granos (9.0 gramos); durante la tercera acuñación del rey (1346–51), el peso de la moneda se redujo a 128.5 granos (8.3 gramos), mientras que en su cuarta acuñación (1351–77) se hizo aún más liviana, 120 granos (7.8 gramos). El diámetro del noble era 33–35 mm, medio noble 25–26 mm y cuarto noble 19–21 mm.
La leyenda anversa de Eduardo III Segunda acuñación:EDWARD GRA REX ANGL Z FRANC DNS HYB ("Eduardo por la gracia de Dios Rey de Inglaterra y Francia Señor de Irlanda"). Diseño: El rey, sosteniendo una espada y un escudo en un barco. Leyenda inversa: IHC AUTEM TRANSIENS POR MEDIO ILLORUM IBAT("Pero Jesús, pasando por en medio de ellos, se fue"). Diseño: 'L' en el centro de una cruz. La imagen del barco y el texto bíblico (del Evangelio de Lucas 4:30) conmemoran la victoria de Eduardo en la Batalla de Sluys en 1340.
El diseño de la tercera acuñación es el mismo que la segunda Moneda, excepto por tener una 'E' en el centro de la cruz en el reverso.
Durante la cuarta acuñación, la política requirió cambios en las inscripciones. Inicialmente, Eduardo retuvo su reclamo al trono de Francia, pero después del Tratado de Brétigny en 1360, este reclamo fue abandonado, y las monedas en su lugar reclaman Aquitania. En 1369, el tratado se rompió y el reclamo sobre el trono de Francia fue restablecido.
"Leyenda previa al tratado (anverso)":  EDWARD DEI GRA REX ANGL Z FRANC D HYB (E)  ("Eduardo, por la gracia de Dios Rey de Inglaterra y Francia, Señor de Irlanda" ) Leyenda inversa:  IHC AUTEM TRANSIENS PER MEDIUM ILLORUM IBAT  ("Pero Jesús, pasando por en medio de ellos, se fue").
 Período de transición (1361) y período del Tratado (1361–69) (anverso) :  EDWARD DEI GRA REX ANGL DNS HYB Z ACQ  (Eduardo por la gracia de Dios, Rey de Inglaterra, Señor de Irlanda y Aquitania). Leyenda inversa:  IHC AUTE TRANSIES P MEDIUM ILLORR IBAT  ("Pero Jesús, pasando por en medio de ellos, se fue") (existen muchas variedades y a menudo faltan palabras completas).
 Período posterior al Tratado (1369–77) (anverso) :  EDWARD DEI G REX ANG Z FRA DNS HYB Z ACT  (Eduardo por la gracia de Dios Rey de Inglaterra y Francia Señor de Irlanda y Aquitania). Leyenda inversa:  IHC AUTE TRANSIES P MEDIUM ILLORR IBAT  ("Pero Jesús, pasando por en medio de ellos, se fue") (existen muchas variedades y a menudo faltan palabras completas).

## En 1377

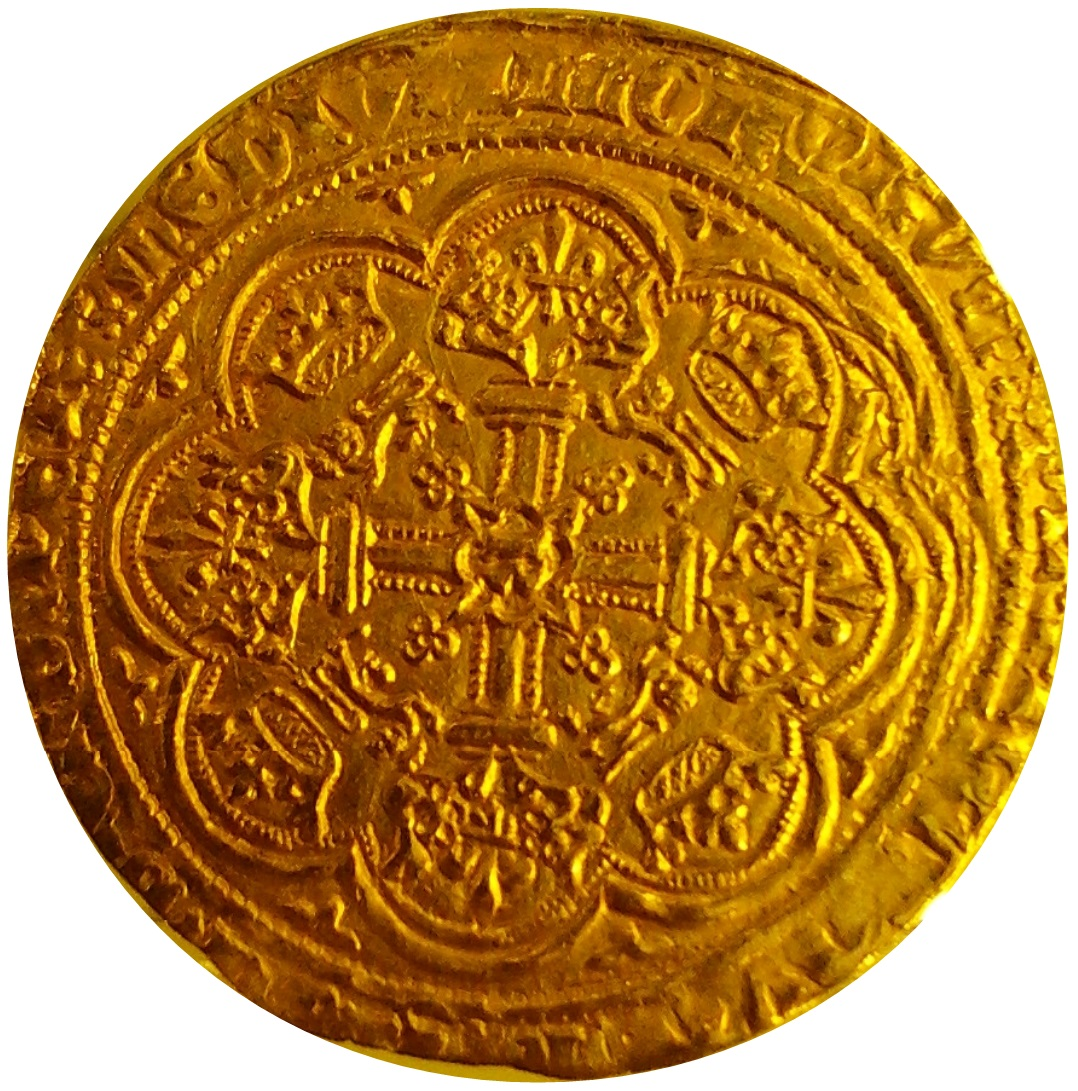
Noble de Ricardo II, 1377, ceca de Londres, Museo Nacional en Varsovia. Cruz adornada con lis en los extremos, R en el centro, rodeada de coronas y leones, cruz de marca de ceca.

Durante el reinado del rey Ricardo II (1377–99), los nobles fueron acuñados en las cecas de Londres y Calais, pero hoy son difíciles de obtener. Las monedas acuñadas en Calais se pueden distinguir porque el barco tiene una bandera en la popa.
 Leyenda anversa :  RICARD DI G REX ANGL Z FR DNS HIBS Z AQT  (con pequeñas variaciones en las abreviaturas) ("Ricardo por la gracia de Dios Rey de Inglaterra y Francia Señor de Irlanda y Aquitania "). Leyenda inversa:  IHC AUTEM TRANSIENS PER MEDIUM ILLORR IBAT  (existen muchas variedades) ("Pero Jesús, pasando por en medio de ellos, se fue").
Existe un anverso variante:  RICARD DI GR REX ANGL DNS HIBS Z AQT  - tenga en cuenta la omisión del título francés.
Los nobles producidos durante el reinado del rey Enrique IV (1399–1413) se dividen en la "Moneda pesada" de 120 granos (7,8 gramos) producidos hasta 1412, y la "Moneda ligera" de 108 granos (7.0 gramos) producidas en 1412-13. Los nobles henricianos son un poco difíciles de distinguir porque los reyes Enrique V y Enrique VI también produjeron nobles y a primera vista se ven muy similares, pero las variaciones particularmente en marcas de ceca permiten distinguirlos: se recomienda a los lectores interesados consultar un buen catálogo de monedas.
Durante el período de la Moneda Pesada, los nobles fueron acuñados tanto en Londres como en Calais, y las monedas de Calais se distinguieron nuevamente por la bandera en la popa del barco. Durante el período de Monedas Ligeras, los nobles solo fueron acuñados en Londres.
 Leyenda anversa :  HENRIC DI GRA REX ANGL Z FR DNS HIBS Z AQT  (con muchas variaciones en las abreviaturas) ("Enrique por la gracia de Dios Rey de Inglaterra y Francia Señor de Irlanda y Aquitania "). Leyenda inversa:  IHC AUTEM TRANSIENS PER MEDIUM ILLORR IBAT  ("Pero Jesús, pasando por en medio de ellos, se fue").

## En 1413

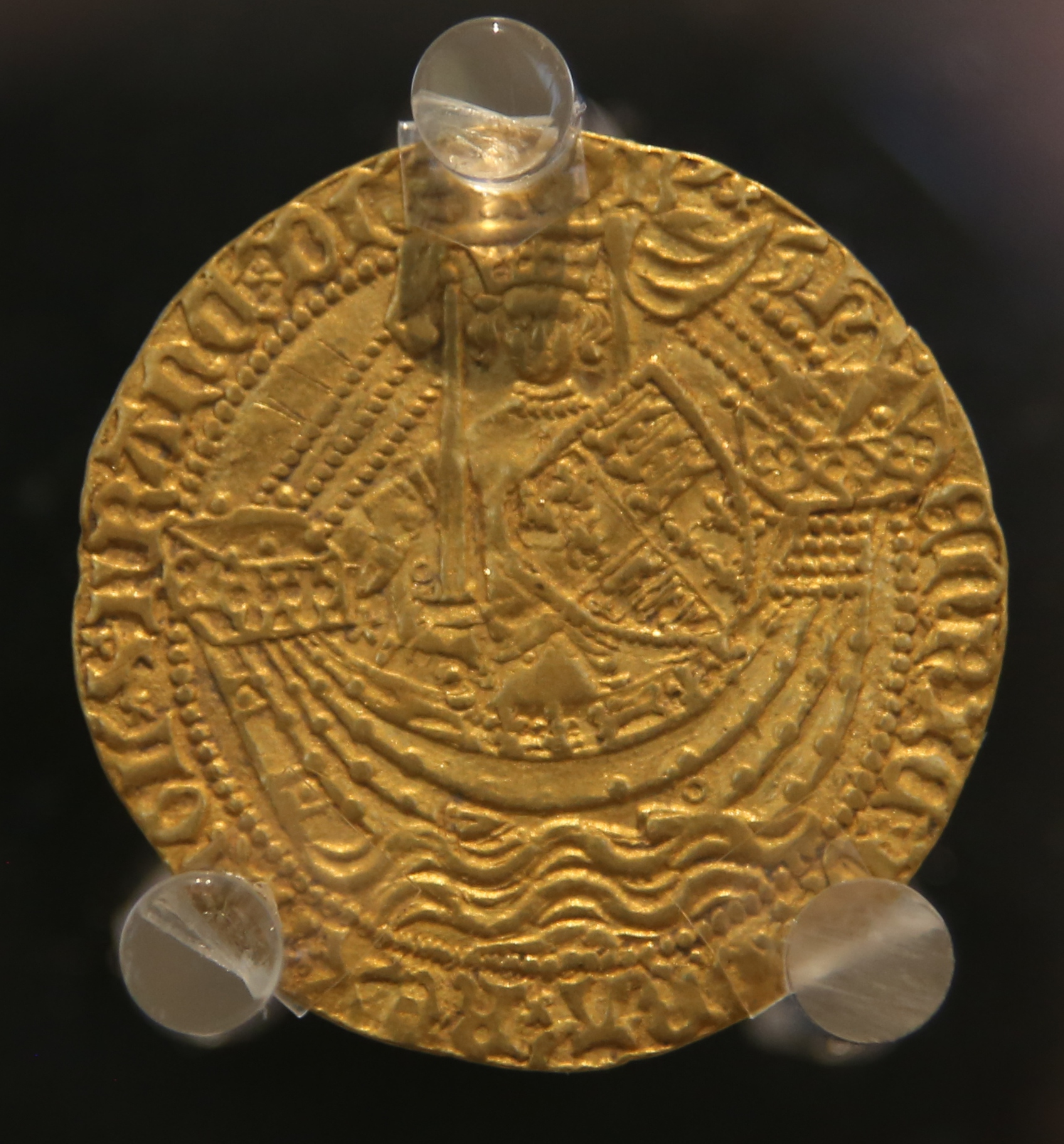
Un noble de Enrique V.

Las monedas de Enrique V (1413–22) son muy similares a las de su padre, pero hay alrededor de siete variedades diferentes de diseño y estilo de letras. La omisión del título "y Aquitania" es otra diferencia entre las monedas de Enrique IV y V.
 Leyenda anversa :  HENRIC DI GRA REX ANGL Z FRANC DNS HYB  (a menudo abreviado) ("Enrique por la gracia de Dios Rey de Inglaterra y Francia Señor de los irlandeses"). Leyenda inversa:  IHC AUTEM TRAN (S) IENS PER MEDIUM ILLORR IBAT  ("Pero Jesús, pasando por en medio de ellos, se fue").
Los nobles fueron acuñados durante el primer reinado de Enrique VI (1422-1461), pero la escasez de oro resultó en menos monedas acuñadas. Hubo una serie de problemas, tanto de las cecas de Londres como de Calais, pero hacia el final del período, las monedas solo se acuñaron en Londres.
 Leyenda anversa :  HENRIC DI GRA REX ANGL Z FRANC DNS HYB  (a menudo abreviado) ("Enrique por la gracia de Dios Rey de Inglaterra y Francia Señor de los irlandeses"). Leyenda inversa:  IHC AUTEM TRANSIENS PER MEDIUM ILLORR IBAT  ("Pero Jesús, pasando por en medio de ellos, se fue").

## En 1430
El noble de oro, que apenas había cambiado de estilo, valor o calidad desde el reinado de Eduardo III, fue acuñado por última vez durante el primer reinado del rey Eduardo IV (1461–70) . El precio del oro aumentó a partir de la década de 1430, por lo que las monedas de oro valían más en Europa que en Inglaterra, lo que resultó en una escasez de oro en Inglaterra ya que las monedas se exportaban con fines de lucro. Solo una pequeña cantidad de nobles fue acuñada durante el período de Monedas Pesadas de Eduardo IV (1461–64), en Londres. Finalmente, en 1464, en un intento por evitar que las monedas se desplazaran hacia el continente, el valor de todos los nobles de oro se elevó de "seis chelines y ocho peniques, (6/8) = 80 peniques" a "" ocho chelines y cuatro peniques, (8/4) = 100 peniques  'y una nueva moneda, el "Rose Noble, o Royal" con un valor de diez chelines y un peso de 120 granos (7.8 gramos) se introdujo; sin embargo, era impopular y se suspendió después de 1470. En contraste, una nueva moneda por valor de seis chelines y ocho peniques (lo mismo que el noble original), se introdujo el Ángel en 1464 y pronto se convirtió en una moneda popular e importante.
 Leyenda anversa :  EDWARD DI GRA REX ANGL Z FRANC DNS HYB  ("Eduardo por la gracia del Dios Rey de Inglaterra y Francia Señor de Irlanda"). Leyenda inversa:  IHC AUTEM TRANSIENS PER MEDIUM ILLOR IBAT  ("Pero Jesús, pasando por en medio de ellos, se fue").